# Khải Định
Kaiser Khải Định (Hán tự: 啟定; * 8. Oktober 1885 in Huế; † 6. November 1925 ebenda) war der zwölfte Kaiser der vietnamesischen Nguyễn-Dynastie. Am 18. Mai 1916 wurde er als Kaiser inthronisiert und bekleidete dieses Amt bis zu seinem Tode. Sein eigentlicher Name war Nguyễn Phúc Bửu Đảo, auch Nguyễn Phúc Tuấn, als Ärabezeichnung wählte er „Khải Định“, das heißt etwa „Beförderer von Frieden und Stabilität“. Seine unter diese Devise gestellte Ära begann am 18. Mai 1916 und endete mit dem 13. Februar 1926.
Statt als „Kaiser von Vietnam“ wird Khải Định wie die anderen späten Kaiser der Dynastie auch als „Kaiser von Annam“ oder – von Frankreich veranlasst – „König von Annam“ bezeichnet.
Der Familienname „Nguyễn Phúc“ begegnet auch als „Nguyễn Phước“.

## Leben

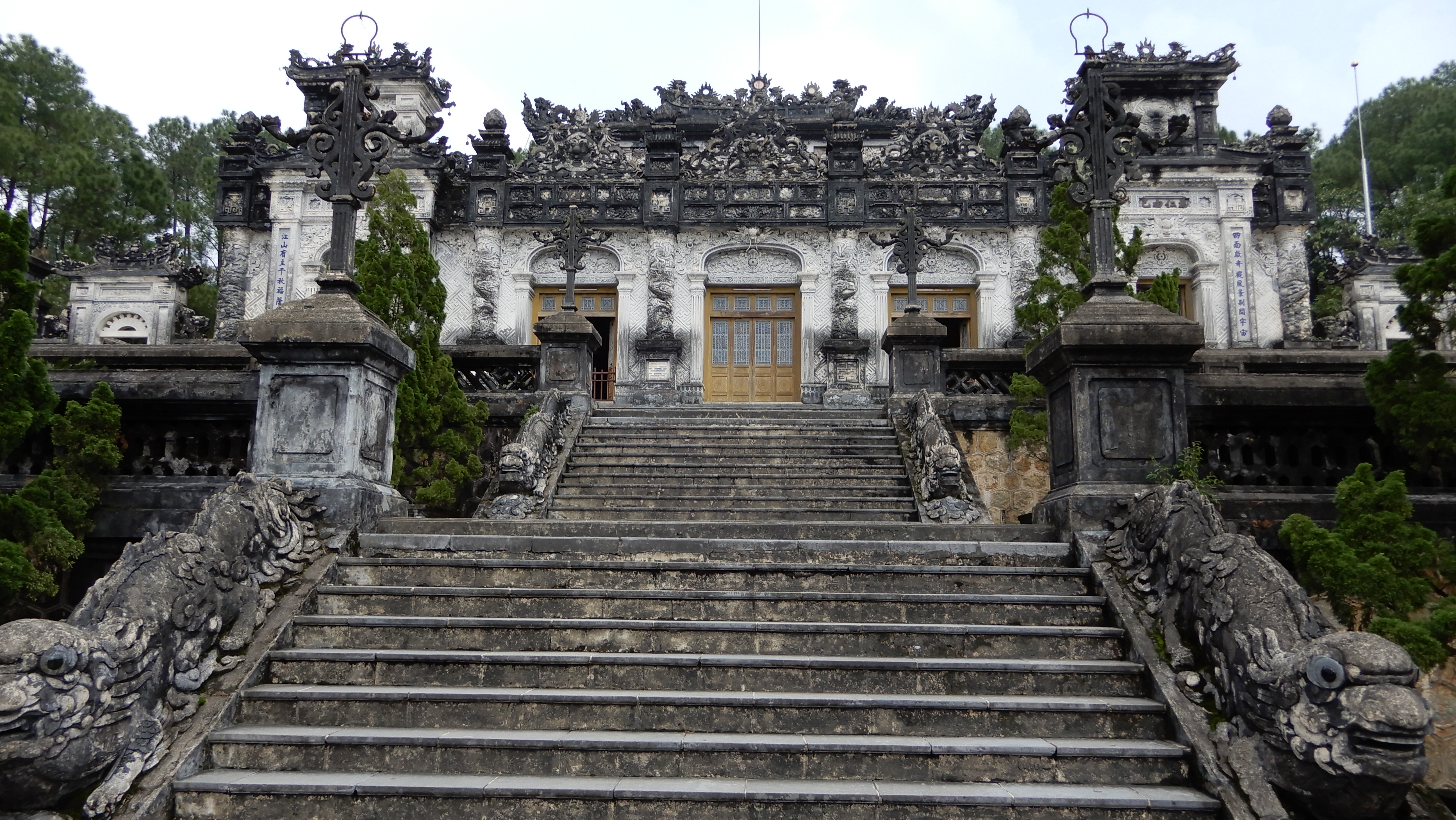
Mausoleum von Kaiser Khải Định

Der spätere Kaiser war der älteste Sohn des neunten Kaisers der Nguyễn-Dynastie, Đồng Khánh (1864–1889), seine Mutter war dessen zweite Frau Tiên Cung Dương Thị Thục (1868–1944), die spätere Kaiserwitwe Khôn Nghi Xương Đức. Als sein Vater 1889 starb, wurde er nicht als neuer Kaiser ausgewählt, wohl auch des Verdachts wegen, die Krankheit des Vaters könne erblich sein. Als 1916 ein neuer Kaiser benötigt wurde, war der 1906 zum Herzog Phụng Hóa Công beförderte jedoch bereits Vater eines Sohnes, zudem hatte sein Vater bedingungslos mit den Franzosen zusammengearbeitet, der Sohn bisher ebenfalls – so fiel die Wahl jetzt auf ihn.
Ein neuer Kaiser war 1916 notwendig geworden, da der vorhergehende, Kaiser Duy Tân, sich an einer Erhebung gegen die französische Herrschaft beteiligt hatte und daraufhin – wie auch sein Vater, der frühere Kaiser Thành Thái, – aus Vietnam verbannt worden war.
Khải Định erfüllte die Erwartungen. Er mag mit seiner untergeordneten Rolle nicht recht zufrieden gewesen zu sein, aber er legitimierte die Kolonialherrschaft, kam allen Forderungen der Franzosen nach, arbeitete eng mit ihnen zusammen. Seine Gegner sahen ihn daher als bezahlten Angestellten der französischen Kolonialverwaltung an. Dies, obwohl er sich 1922 auf einer Konferenz von Frankreich abhängiger Staaten und Gebiete in Paris für ein Ende der brutalen Formen der Kolonialherrschaft aussprach, für mehr Kooperation mit der vietnamesischen Führungsschicht, für gemeinsame Herrschaft über Indochina. Ohne Ergebnis – da es eine starke Unabhängigkeitsbewegung noch nicht gab, die hätte Konzessionen erzwingen können, sah Frankreich keine Notwendigkeit, seiner Herrschaft mildere Formen zu geben, die Macht gar zu teilen.
Gelegentlich wird behauptet, Autonomie oder Unabhängigkeit und Wohl des Volkes seien die Ziele Khải Địnhs gewesen. Für den gläubigen Buddhisten, der jeden Tag die Pagode Thiên Mau Tu besucht habe, seien nur friedliche Wege, diplomatische Mittel dafür zulässig gewesen. In Wirklichkeit unterschrieb Khải Định die Befehle zur Verhaftung nationalistischer Führer, wie Phan Bội Châu (1867–1940), zur Hinrichtung ihrer Anhänger, zwang damit auch viele von ihnen, ins Exil zu gehen. Bereits hierdurch extrem unpopulär, steigerte sich das noch 1923, als er die Kolonialverwaltung ermächtigte, die Steuern der Bauern zu erhöhen – teilweise, um seine palastartige Grabanlage zu finanzieren. Die elende Lage vieler Bauern verschlechterte sich dadurch weiter.
Nationalisten wie Phan Châu Trinh (1872–1926) klagten ihn an, das Land den Franzosen auszuliefern, sein Volk ausbeuten zu lassen, selbst aber in Luxus zu leben. Ähnlich Nguyễn Ái Quốc, der spätere Hồ Chí Minh (1890–1969), der sich in seinem Theaterstück "Der Bambusdrache" über ihn lustig machte als eine französische Puppe, deren Herrschaft rein zeremoniell sei, ohne Substanz.

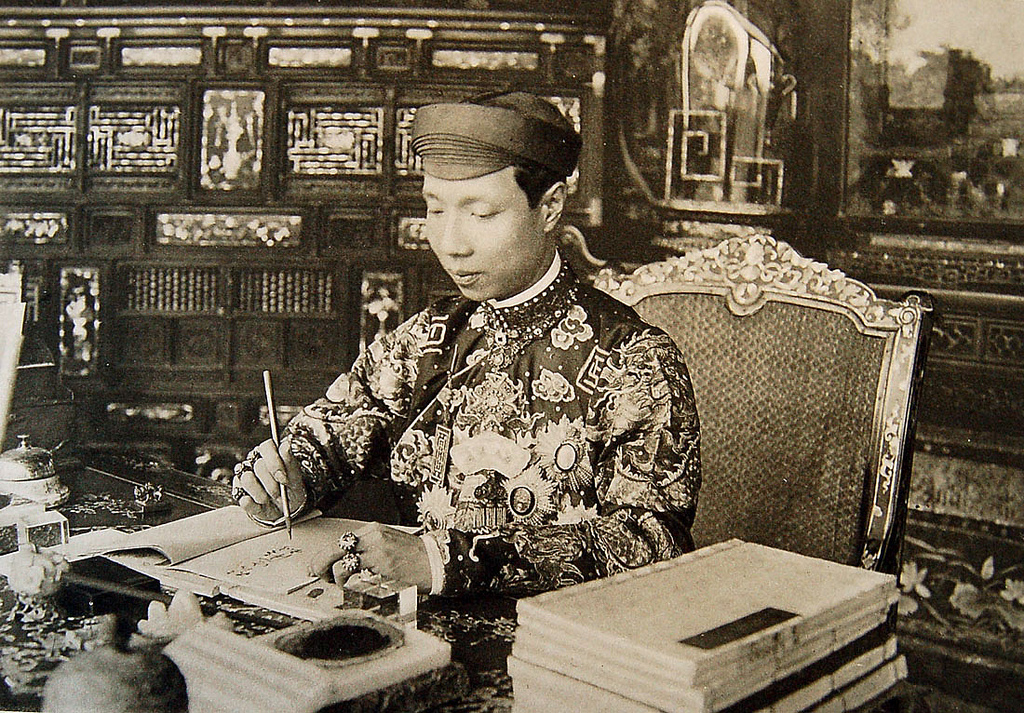
In seinem Arbeitszimmer (1916)

Immerhin, Khải Định förderte eine modernere Erziehung und Ausbildung, auch für Mädchen. So wurde das alte, extremen Konservatismus reproduzierende System der Prüfung von Mandarinen abgeschafft. Sein Besuch Frankreichs 1922, bei dem er auch die Kolonialausstellung in Marseille besichtigte, war der erste Europabesuch eines vietnamesischen Monarchen. Auch dies wirkte der überkommenen Neigung der einheimischen Eliten zur Selbstisolation entgegen, war ein Schritt, die Rückständigkeit Vietnams, gerade auf technologischem Gebiet, zu verringern. Auch Reformen der staatlichen Strukturen lehnte Khải Định nicht völlig ab, solange diese rein formal blieben. Ein solcher Gedanke war zum Beispiel, eine nationale Versammlung zu wählen, die jedoch nur konsultative Funktion haben sollte. Realisiert wurde nichts davon.
In der Regierungszeit Khải Địnhs war es in Vietnam ruhig. Die Niederlage früherer Rebellionen wirkte nach. Die Kräfte aber, welche später ausländische wie einheimische Unterdrückung bekämpfen sollten, begannen sich neu zu formieren, auf der Grundlage alter wie auch neuer Ideologien.
Wie sein Vater war Khải Định von schlechter Gesundheit. Eine seiner Konkubinen beschreibt ihn als „physisch schwach“ und als „an Sex nicht interessiert“. Schließlich wurde er drogenabhängig. Am 6. November 1925 starb er im Palast Kiến Trung an Tuberkulose.
Khải Định ist im Mausoleum Ứng Lăng beigesetzt, das sich bei Châu Chữ befindet, etwa 10 km von Huế entfernt. Architektonisch mischt es vietnamesische mit französischen Elementen.

## Familie
Außer vier Nebenfrauen und zehn Konkubinen hatte Khải Định zwei Hauptfrauen – 1907 heiratete er das erste Mal, 1913 dann Đức Từ Cung (* 28. Januar 1890; † 9. November 1980 in Huế), als Kaiserin Đoan Huy Hoàng Thái Hậu, deren eigentlicher Name Hoàng Thị Cúc war. Ihr Grab befindet sich in Dương Xuân Thượng, etwa 7 km vom Zentrum Huếs entfernt.
Khải Định hatte keine Töchter und – mit Đức Từ Cung – nur einen Sohn, Nguyễn Phúc Thiển oder Prinz Nguyễn Phúc Vĩnh Thụy (1913–1997), der in Frankreich aufwuchs und erzogen wurde. 1926 folgte dieser ihm als Kaiser Bảo Đại auf den Thron.